# Pedro de Ataíde Inferno
Pedro de Ataíde "Inferno" foi o 8.º Capitão-Mor do Ceilão. Foi nomeado em 1564 por D. Sebastião de Portugal, para substituir Baltasar Guedes de Sousa, e foi Capitão-Mor até 1565. Foi sucedido por Diogo de Melo.

## Biografia
Num estudo de 1857 sobre o Estado da Índia, o investigador Francisco Maria Bordalo referiu que «Pedro de Athaide Inferno» foi um dos «heroes portuguezes que por lá ficaram mortos ás mãos de moiros, de gentios e de cafres, victimas do mar e dos trabalhos de todo o genero».
Segundo o cronista jesuíta do século XVII,  Fernão de Queiroz, Ataíde participou já como capitão-mor na defesa da fortaleza de Seri Jaiavardenapura-Cota, em 1564, ao lado do anterior titular do cargo, Baltasar Guedes de Sousa, o qual, embora ferido, também esteve presente nos combates contra as forças cingalesas que tentavam conquistar a cidade. 
Ainda segundo Queiroz, durante essa batalha Pedro de Ataíde "mostrou a coragem do seu valor, ganhando a fama, que lhe roubaram, ao apelidá-lo de Inferno".

## Família
Era homónimo de um outro Pêro de Ataíde (c. 1450 - 1505), também apelidado de "o Inferno", capitão da nau São Pedro na armada de Pedro Álvares Cabral e depois regressado à Índia na 4.ª armada da Índia, comandada por Vasco da Gama.
Dada a semelhança do nome e da alcunha que recebeu, é muito provável que fosse parente próximo desse Pêro de Ataíde, talvez o seu neto paterno, que vem nomeado no Nobiliário de Felgueiras Gaio.